# 科特利亞里夫卡 (庫皮揚斯克區)
49°37′47″N 37°54′24″E / 49.62972°N 37.90667°E
科特利亞里夫卡（烏克蘭語：Котлярівка），是位於烏克蘭東部的村莊，由哈爾科夫州庫皮揚斯克區的彼得羅巴甫利夫卡市鎮負責管轄，始建於1711年，面積0.75平方公里，海拔高度150米，2001年人口255，人口密度每平方公里340人。